# Pitín
Pitín (in tedesco Pitin) è un comune della Repubblica Ceca facente parte del distretto di Uherské Hradiště, nella regione di Zlín.